# Rebe
Un Rebe (רבי) o Admor (אדמו״ר) es el líder espiritual en el movimiento jasídico, y las personalidades de sus dinastías. Los títulos de Rebe y Admor, que solían ser un honorífico general incluso antes del inicio del movimiento, se convirtieron, con el tiempo, en casi exclusivamente identificados con sus Tzadikim.

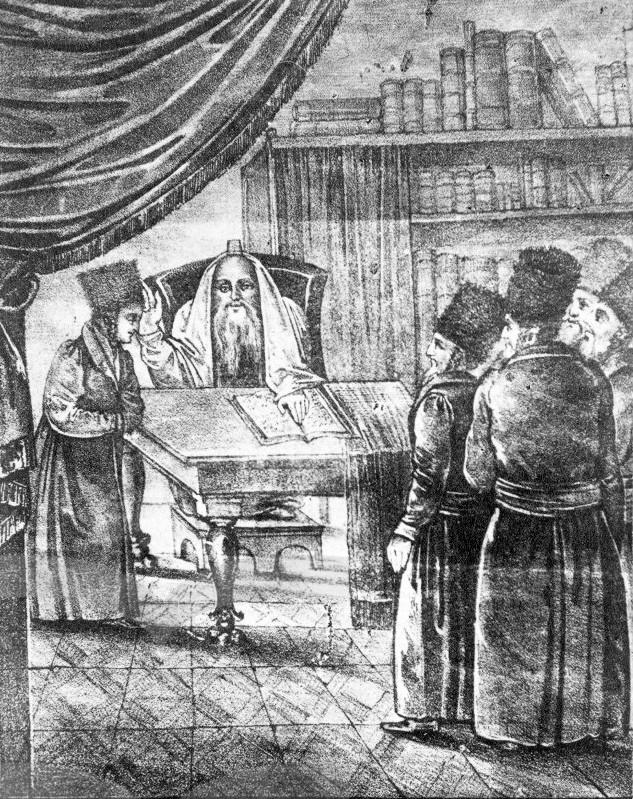
Rabino Yisroel Hopstein de Kozienice

## Usos
Puede llamarse Rebe  a un líder jasídico, aunque también se usa el acróstico Admor (Adoneinu Moreinu Verabeinu) que quiere decir Nuestro Señor, Maestro, y Rabino.
- También algunos comunidades europeas llaman coloquialmente, Rebe a los maestros de escuela.

## Orígenes
En el Talmud Rabi Yehudah Hanasí era conocido como Rebe.
Más que un simple rabino un Rebe debe ser un tzadik, un justo y generalmente un hacedor de milagros.
'Rebe' es la pronunciación idish de la palabra 'Rabi' que quiere decir maestro. Las tres letras hebreas que conforman la palabra Rabi son también siglas de tres palabras hebreas: Rosh Bnei Israel, o sea, 'Cabeza de los Hijos de Israel'. El título Rebe denota un rol más allá de un rabino o maestro común; implica la función de 'cabeza' que vitaliza, sensibiliza y dirige a los 'órganos' relacionado con él.